# Constantin Dan Vasiliu
Constantin Dan Vasiliu (n. 15 februarie 1951, Bârlad, România – d. 6 noiembrie 2020, Iași, România) a fost un senator român în legislatura 1992-1996 ales în județul Iași pe listele partidului FSN. A fost ales din nou în legislatura 1996 - 2000 pe listele FSN, iar în mai 1993 a devenit membru PD.

## Legături externe
- Constantin Dan Vasiliu Arhivat în 13 iulie 2011, la Wayback Machine. la senat.ro
- Sinteza activității parlamentare în legislatura 1992-1996[nefuncțională – arhivă]
, cdep.ro